# Бело
Бела (ијек. бијела) боја настаје као комбинација свих боја видљивог дела спектра. Када се меша са неком од боја, настају различите (и све светлије) нијансе. За људске очи бело је побуђивање/стимулисање сва три типа фоторецептора, односно ћелија штапића. Може бити штетно и проузроковати оштећења уколико се гледа непрекидно дуже време. Ово обољење се назива снежно слепило. У флуоресцентној лампи, фосфор производи боју у многим деловима спектра, па је та светлост зато бела.
Бела је боја снега, креде и млека, и супротно је од црне. Бели објекти у потпуности рефлектују и расипају све видљиве таласне дужине светлости. Бела боја на телевизијским и рачунарским екранима настаје мешавином црвеног, плавог и зеленог светла. Бела боја се може дати белим пигментима, посебно титанијум диоксидом.

## Симболичко значење
У старом Египту и старом Риму, свештенице су носиле бело као симбол чистоће, а Римљани су носили беле тоге као симболе грађанства. У средњем веку и ренесанси бели једнорог је симболизовао чедност, а бело јагње жртву и чистоту. То је била краљевска боја краљева Француске, као и монархистичког покрета који се супротставио бољшевицима током грађанског рата у Русији (1917–1922). Грчки и римски храмови били су обложени белим мермером, а почев од 18. века, доласком неокласичне архитектуре, бела је постала најчешћа боја нових цркава, престоница и других владиних зграда, посебно у Сједињеним Државама. Такође се широко користила у модерној архитектури 20. века као симбол модерности и једноставности.
Према истраживањима у Европи и Сједињеним Државама, бела је боја која се најчешће повезује са савршенством, добром, искреношћу, чистоћом, почетком, новим, неутралношћу и тачношћу. Бела је важна боја за скоро све светске религије. Папа, поглавар римокатоличке цркве, од 1566. године носи бело, као симбол чистоте и жртвовања. Западна култура је дуго следила традицију ношења беле боје на дан венчања. И даље је преовлађујућа међу савременим младама, а како извештава компанија за венчања Вединг Вајер, око 85 процената невести се још увек одлучује за ношење беле венчанице, јер је на свој типски начин, то годинама остало устаљено. У западним културама и у Јапану, бела је најчешћа боја за венчанице, симболизујући чистоћу и невиност. Године 2018, око 83% невести у Сједињеним Државама носило је беле венчанице на дан свог венчања, према истраживању магазина Брајдс. У исламу и у шинтоистичкој религији Јапана бело носе ходочасници. У многим азијским културама бела је такође боја жалости.

## Историја и уметност

### Праисторијска и античка историја
Бела је била једна од првих боја која се користила у уметности. Пећина Ласко у Француској садржи цртеже бикова и других животиња које су нацртали палеолитски уметници пре 18.000 до 17.000 година. Палеолитски уметници су користили калцит или креду, понекад као позадину, понекад за истицање, заједно са угљеном и црвеним и жутим окером на својим живописним пећинским сликама.
У старом Египту бела је била повезана са богињом Изидом. Изидини свештеници и свештенице обучени су само у бело платно, а њиме су се обмотавале мумије.
У Грчкој и другим древним цивилизацијама бела се често повезивала са мајчиним млеком. У грчкој митологији, главни бог Зевс храњен је на грудима нимфе Амалтеје. У Талмуду је млеко било једна од четири свете супстанце, заједно са вином, медом и ружом.
Стари Грци су свет видели у смислу таме и светлости, те је бела била основна боја. Према Плинију Старијем из његове Природне историје, Апелес (4. век пре нове ере) и други познати сликари старе Грчке користили су само четири боје у својим сликама; белу, црвену, жуту и црну; За сликање су Грци користили високо токсично пигментно оловно бело, направљено дугим и мукотрпним поступком.
Стари Римљани су имали две речи за бело; албус, обична бела, (извор речи албино); и кандидус, светлије беле боје. Човек који је желео јавну функцију у Риму носио је белу тогу осветљену кредом, звану тога кандида, порекло речи кандидат. Латинска реч candere је значила да сија, да буде светао.
- Праисторијске слике у пећини Шове, Француска (30.000 до 32.000. п. н. е.)
- Слика богиње Изиде (1380–1385. п. н. е.). Свештеници њеног култа носили су бело платно.
- Слике жена у белом са споменика (1448–1422 пре нове ере).
- Кип поглаварке Весталшке Девице, која носи белу палу и бели вео.

## Одећа
С обзиром да традиционално означава чистоћу и невиност, у многим земљама су венчанице управо беле. У источним земљама бело је знак жалости, те се бела одећа облачи приликом погреба. У старом Риму беле тоге су облачили мушкарци који су желели да буду изабрани за неку дужност. Таква тога се називала „кандида“ лат. candida, па одатле потиче реч кандидат.

## Симболика
Шта бело симболише, зависи не само од поднебља, већ и од објекта; било која бела птица се тумачи као симбол душе преминуле особе, док је бела голубица симбол мира. У старом Риму је бели знак на стопалу дечака означавао да је у питању роб на продају.